# Heini-Klopfer-Skiflugschanze

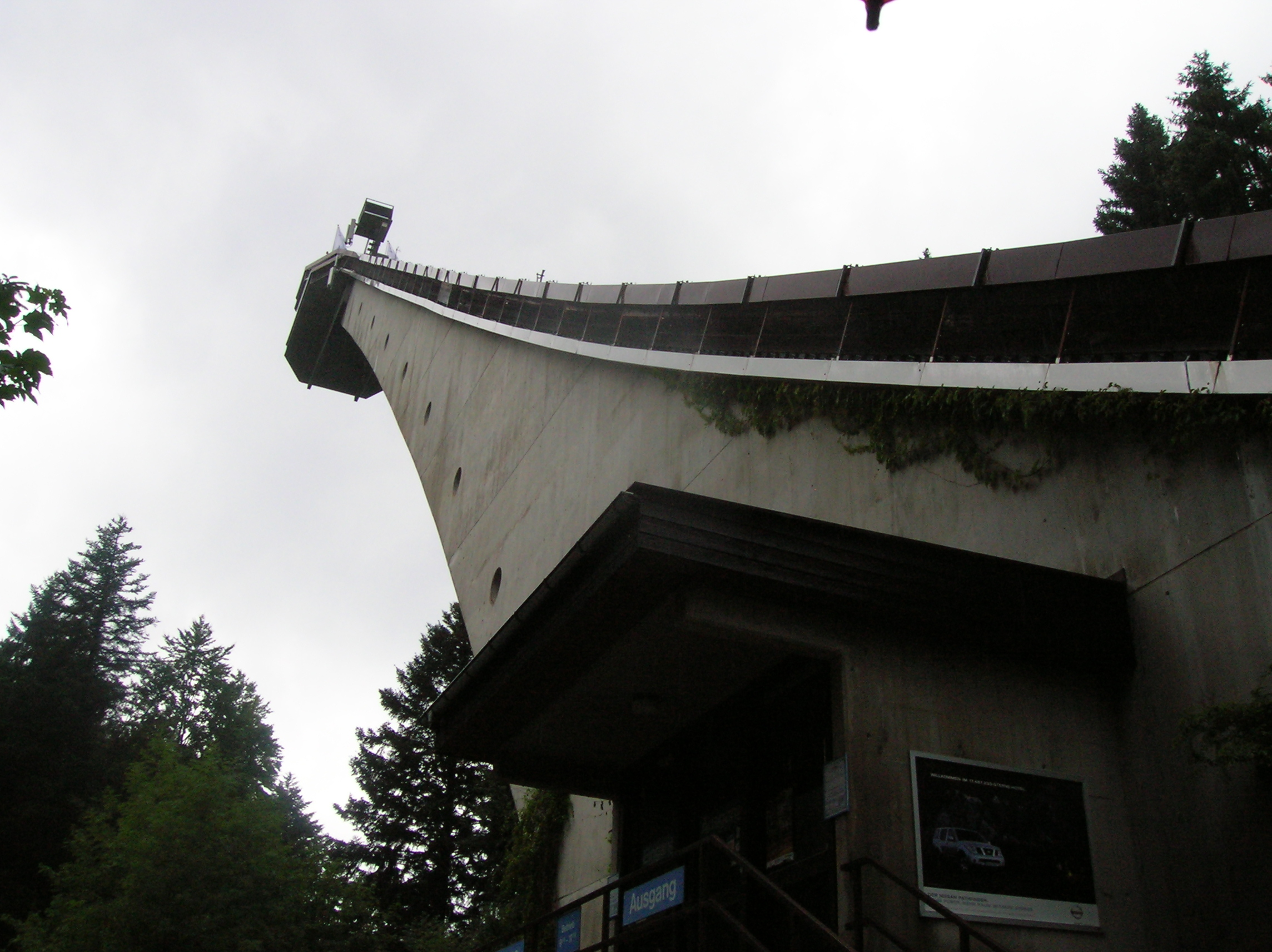
Nájezdová věž můstku

Heini-Klopfer-Skiflugschanze je můstek určený pro lety na lyžích nacházející se v německém Oberstdorfu. Dnes nese jméno po svém původním staviteli. Pravidelně se zde koná mistrovství světa v letech na lyžích, které zde v současnosti probíhá každý rok, jehož hodnotu zakončuje číslice 8, např. 1998, 2008 apod.

## Technická data můstku
- Konstrukční bod: 185 m
- Velikost můstku: 213 m
- Rekord můstku: 225,5 m,  Harri Olli (2009)
- Celková výška: 207 m
- Výška věže: 72 m
- Materiál: Vyztužený beton
- Optimální nájezdová rychlost: 106 km/h
- Maximální nájezdová rychlost: 130 km/h

## Galerie

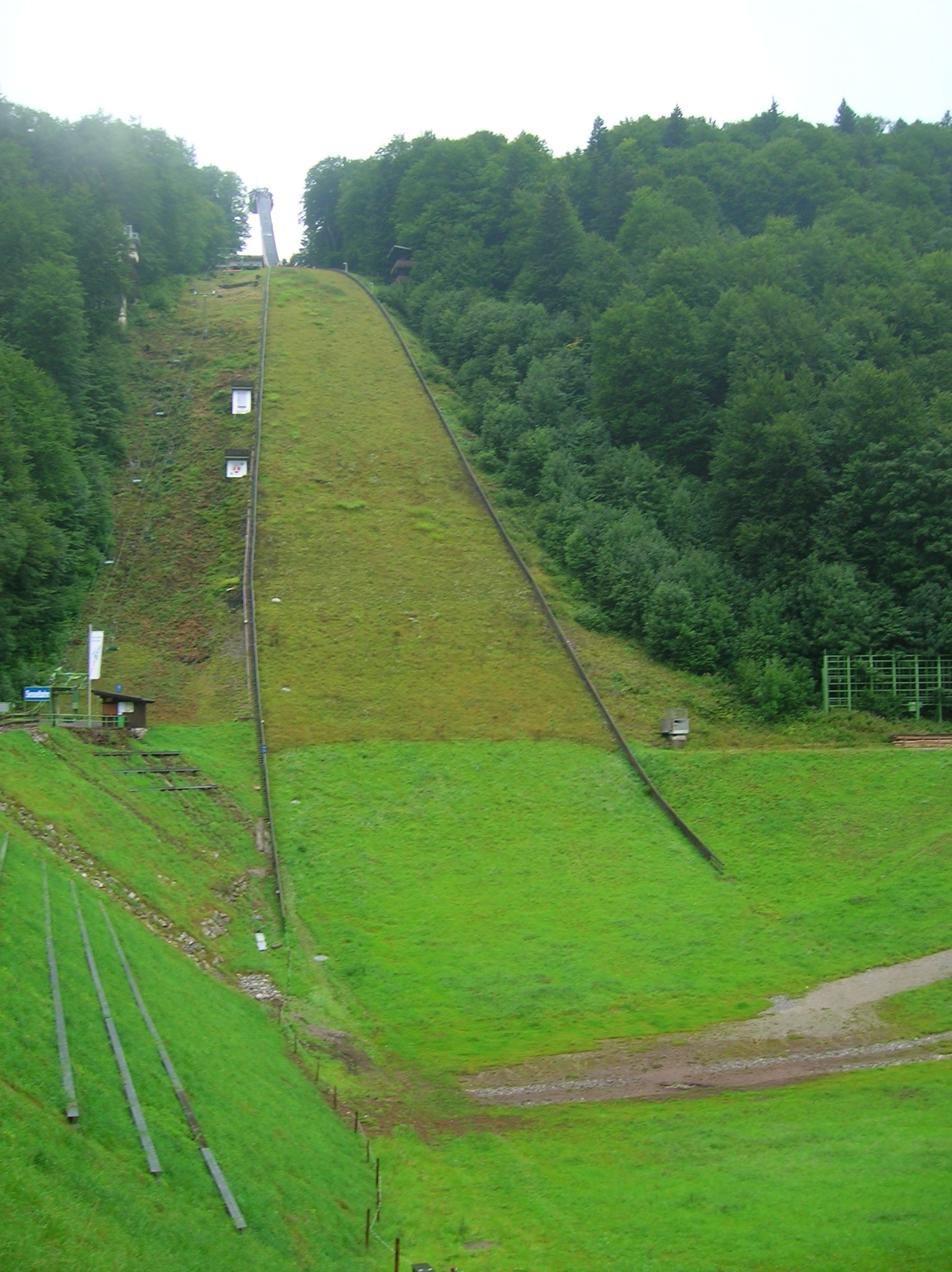
Celkový pohled na můstek
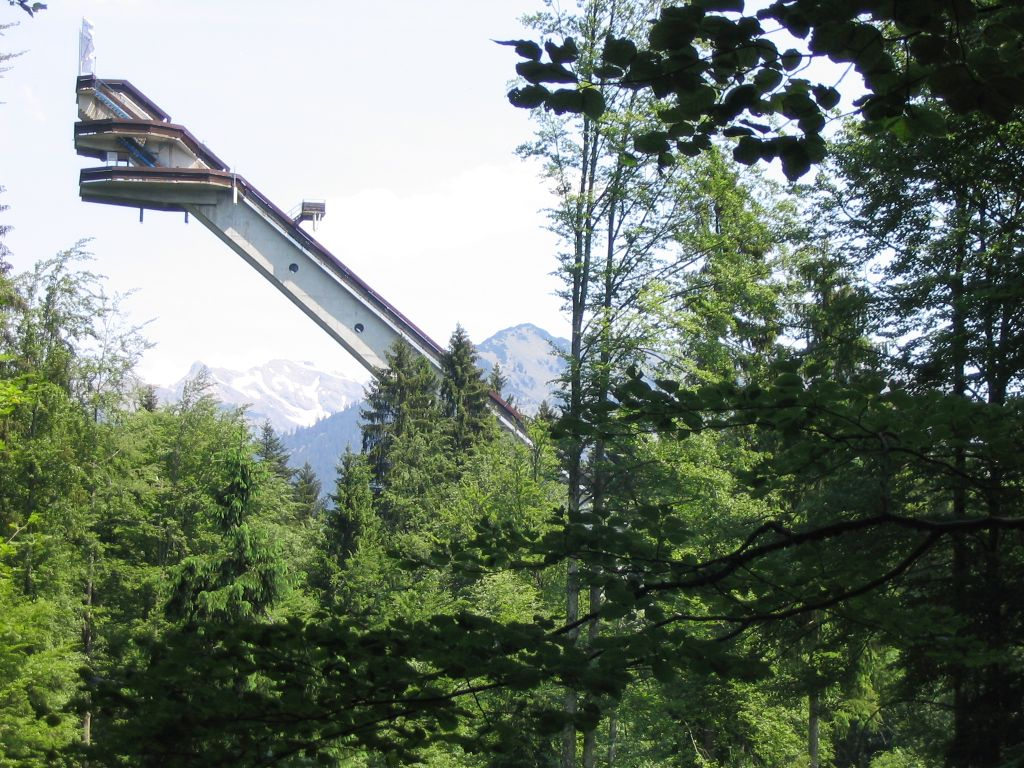
Pohled na vršek nájezdové věže
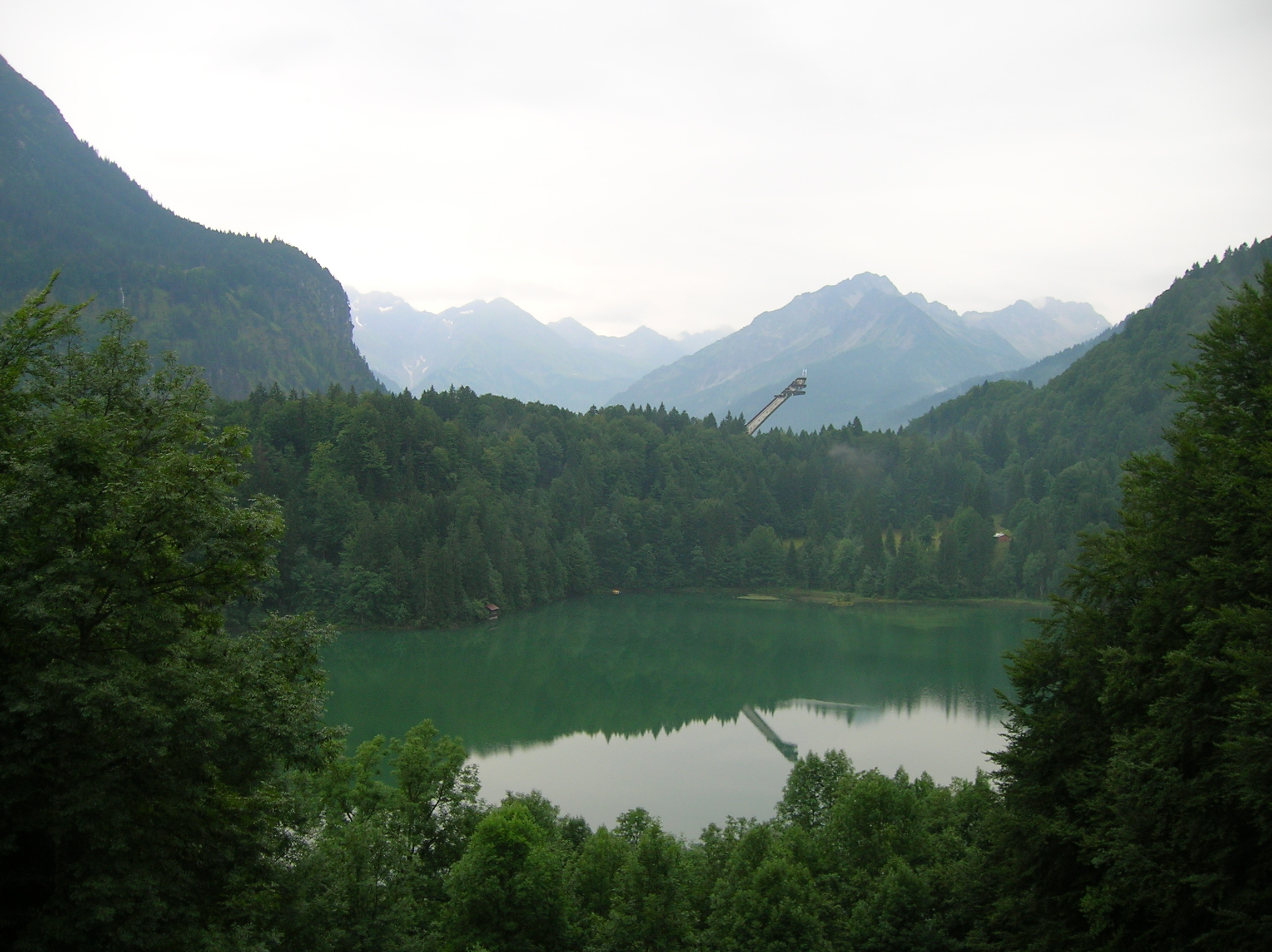
Pohled na můstek od Freiberského jezera